# Langenau
Langenau är en stad i södra Tyskland, belägen i Alb-Donau-Kreis i Baden-Württemberg, nordost om Ulm. Kommunen består av ortsdelarna (tyska Ortsteile) Langenau, Albeck, Göttingen och Hörvelsingen. Folkmängden uppgår till cirka 15 800 invånare, på en yta av 75 kvadratkilometer.
Staden ingår i kommunalförbundet Langenau tillsammans med kommunerna Altheim (Alb), Asselfingen, Ballendorf, Bernstadt, Börslingen, Breitingen, Holzkirch, Neenstetten, Nerenstetten, Öllingen, Rammingen, Setzingen och Weidenstetten.

## Befolkningsutveckling
| Befolkningsutvecklingen i Langenau 1975–2015 | Befolkningsutvecklingen i Langenau 1975–2015 | Befolkningsutvecklingen i Langenau 1975–2015 | Befolkningsutvecklingen i Langenau 1975–2015 | Befolkningsutvecklingen i Langenau 1975–2015 |
| -------------------------------------------- | -------------------------------------------- | -------------------------------------------- | -------------------------------------------- | -------------------------------------------- |
|                                              |                                              |                                              |                                              |                                              |
| År                                           |                                              |                                              | Folkmängd                                    | Areal (ha)                                   |
| 1975                                         | 1975                                         |                                              | 11 501                                       | 7 505                                        |
| 1980                                         | 1980                                         |                                              | 11 648                                       |                                              |
| 1985                                         | 1985                                         |                                              | 11 339                                       | 7 504                                        |
| 1990                                         | 1990                                         |                                              | 12 031                                       | 7 499                                        |
| 1995                                         | 1995                                         |                                              | 13 058                                       | 7 500                                        |
| 2000                                         | 2000                                         |                                              | 13 744                                       |                                              |
| 2005                                         | 2005                                         |                                              | 14 235                                       |                                              |
| 2010                                         | 2010                                         |                                              | 14 516                                       |                                              |
| 2015                                         | 2015                                         |                                              | 14 771                                       |                                              |
|                                              |                                              |                                              |                                              |                                              |

## Vänorter
Langenau har följande vänorter:
- Albeck, Österrike
- Bridgend, Storbritannien
- Langenau, Brand-Erbisdorf, Tyskland
- Somberek, Ungern